# Puntate de La fuggitiva
La miniserie televisiva La fuggitiva è composta da 8 puntate ed è stata trasmessa in prima visione su Rai 1 dal 5 al 26 aprile 2021.
Le prime due puntate sono state pubblicate in anteprima sulla piattaforma streaming RaiPlay il 3 aprile.
| N° | Titolo     | Prima TV       |
| -- | ---------- | -------------- |
| 1  | Episodio 1 | 5 aprile 2021  |
| 2  | Episodio 2 | 5 aprile 2021  |
| 3  | Episodio 3 | 12 aprile 2021 |
| 4  | Episodio 4 | 12 aprile 2021 |
| 5  | Episodio 5 | 19 aprile 2021 |
| 6  | Episodio 6 | 19 aprile 2021 |
| 7  | Episodio 7 | 26 aprile 2021 |
| 8  | Episodio 8 | 26 aprile 2021 |

## Episodio 1
Moncalieri, 1989. I genitori della piccola Arianna Dalmasso vengono uccisi durante una rapina in casa e lei viene salvata dal giardiniere Kerim, membro della banda. Dopo dieci anni passati in Jugoslavia, rientra in Italia come rifugiata venendo poi adottata da Maurizio Feola, vecchio socio e amico del padre, e da sua moglie Marta.
Torino, anni dopo. Arianna è sposata con l'assessore regionale all'urbanistica Fabrizio Comani. La sua vita viene stravolta quando una mattina trova suo marito in fin di vita vicino alla piscina di casa, senza riuscire a salvarlo. In commissariato si presenta Sara Genovesi, che afferma di essere l'amante di Fabrizio e di sapere chi l'ha ucciso, e poco dopo viene emesso un ordine di custodia cautelare nei confronti di Arianna poiché vengono ritrovate le sue impronte sull'arma del delitto. La donna riesce però a scappare dalla villa dell'onorevole Feola insieme al figlio Simone.
- Altri interpreti: Franz Cantalupo (Giuseppe Bondi), Andrea Pennacchi (Mauro Fusco), Riccardo Leonelli (Fabrizio Comani), Ludovica Frasca (Sara Genovesi), Viviana Colais (madre di Arianna), Viola Ferrandino (Arianna da bambina), Daniele Monterosi (Carlo Dalmasso, padre di Arianna), Stefano Venturi (Matteo Bonzani), Severino Saltarelli (Foglietti), Diego Verdegiglio (portiere d'albergo).
- Ascolti: telespettatori 5 230 000 – share 21,4%.[3]

## Episodio 2
Arianna e Simone sono ora nascosti da suor Donata, che l'aveva accolta quando era tornata in Italia. La donna, braccata dalla polizia, decide di scappare senza il figlio, che viene così riportato dalla suora a casa dai nonni adottivi. L'agente Michela Caprioli scopre che tra Sara e Fabrizio, contrariamente a quanto da lei precedentemente dichiarato, non ci sono state chiamate nelle ultime settimane. Messa alle strette da Arianna nella spa di un hotel, la escort ammette di essere stata pagata per fare la falsa deposizione.
Subito dopo arriva alla spa anche l'agente Caprioli per interrogare la escort ma vedendo Arianna inizia un lungo inseguimento che vede Arianna vincitrice. L'agente Caprioli comincia a dubitare della sua colpevolezza.
Dopo il funerale del marito, in cui era presente anche lei travestita da netturbina, Arianna inizia a collaborare con il giornalista contro-corrente Marcello Favini. I due si recano a un appuntamento che il giornalista ha con un informatore anonimo (che Arianna ricorda di aver visto parlare con Fabrizio all'inaugurazione del polo residenziale "Villaggio Futuro"), ma questo muore davanti ai loro occhi precipitando dalla finestra del proprio appartamento.
- Altri interpreti: Franz Cantalupo (Giuseppe Bondi), Massimo Cagnina (Salvo Marchi), Ludovica Frasca (Sara Genovesi), Agnese Nano (suor Angela), Viola Ferrandino (Arianna da bambina), Emma Benini (Arianna da ragazza), Diego Verdegiglio (portiere d'albergo), Stefano Venturi (Matteo Bonzani).
- Ascolti: telespettatori 5 230 000 – share 21,4%.[3]

## Episodio 3
La morte di Matteo Bonzani, camionista in pensione malato di cancro, viene classificata come suicidio. Favini e Arianna si focalizzano su Mauro Fusco, il suo capo: mentre il giornalista fa alcune domande all'ingegnere, Arianna si intrufola nella sua villa prendendo le chiavi del suo ufficio. 
L'agente Caprioli intanto, spinta da un dubbio fattole venire da Favini, chiede di vedere i filmati di una telecamera che si trova davanti al palazzo del suicida. osservando i filmati vede Favini e Arianna che si avvicinano al corpo di Bonzani.
Nell'ufficio di Fusco i due riescono a copiare dei file da un PC, ma Arianna viene ferita da Giuseppe Bondi, uomo di Fusco (avvisato dallo stesso che si è accorto di non avere più le chiavi), riuscendo a scappare dal terrazzo insieme a Favini prima dell'arrivo della polizia.
- Altri interpreti: Franz Cantalupo (Giuseppe Bondi), Massimo Cagnina (Salvo Marchi), Andrea Pennacchi (Mauro Fusco), Emma Benini (Arianna da ragazza), Cristina Moglia (Linda), Alfredo Pea (direttore del supermercato), Irma Ciaramella (sorella di Matteo Bonzani), Gianni Bissaca (don Saverio), Lavinia Longhi (Fatima Husi).
- Ascolti: telespettatori 5 079 000 – share 20,8%.[4]

## Episodio 4
Arianna, dopo essere stata curata nel campo rom della sua vecchia conoscente Fatima, rintraccia Bondi e lo trova a parlare con il commissario Marco Berti fuori da un locale; ne segue un conflitto a fuoco, ma Favini riesce a salvarla. Analizzando i file del pc di Fusco risalgono alla Lithium, una società "lavatrice" che reinveste i proventi di attività illecite, dalla quale Comani avrebbe ricevuto dei soldi.
Nel frattempo la Caprioli, parlando con suor Angela, intuisce che Fatima possa aver ospitato Arianna, e facendo perquisire il campo la trova: con una mossa la Comani riesce a disarmarla e a portarla insieme a Favini, e le fa vedere la foto del suo capo insieme a Bondi prima di farla scendere dall'auto. L'agente è sconvolta dalla scoperta, ma decide di fare buon viso a cattivo gioco con Berti. Arianna e Marcello vanno quindi a Lugano per indagare sulla Lithium.
- Altri interpreti: Franz Cantalupo (Giuseppe Bondi), Massimo Cagnina (Salvo Marchi), Riccardo Leonelli (Fabrizio Comani), Andrea Pennacchi (Mauro Fusco), Daniela Morozzi (suor Donata), Cristina Moglia (Linda), Lavinia Longhi (Fatima Husi), Valeria D'Obici (Maria Sacco), Emma Benini (Arianna da ragazza), Agnese Nano (suor Angela), Giulia Salerno (ragazza rom), Guido Roncalli (direttore della clinica), Antonio Gerardi (Don Giuseppe Mannara), Gilles Rocca (cliente del bar), Enea Barozzi (Enea Di Mattei).
- Ascolti: telespettatori 5 079 000 – share 20,8%.[4]

## Episodio 5
In Svizzera Arianna e Marcello iniziano a collaborare con Franco Bariani detto Franz, vecchio compagno di studi di Marcello, che collega l'avvocatessa svizzera Louise Bruno alla Lithium. I due riescono a sequestrare la donna al casinò spingendola a confessare che la società è la cassaforte di Giuseppe Mannara, un potente boss della 'ndrangheta. Franz viene pestato a sangue da due calabresi riuscendo però, con un messaggio in codice, a far scappare Marcello e Arianna mentre la polizia italiana arriva troppo tardi trovandolo svenuto.
Intanto la Caprioli e il suo collega Salvo Marchi iniziano ad indagare insieme sul commissario Berti scoprendo che ha bisogno di soldi per pagare un'operazione estremamente costosa alla moglie. La poliziotta fa visita a Linda, che la ringrazia per la colletta che lei e i suoi colleghi avrebbero fatto per pagarle l'operazione.
- Altri interpreti: Massimo Cagnina (Salvo Marchi), Alan Cappelli Goetz (Franco "Franz" Bariani), Magdalena Grochowska (Louise Bruno), Emma Benini (Arianna da ragazza), Cristina Moglia (Linda), Eleonora Sergio (PM Rovatti), Gianni Bissaca (don Saverio).
- Ascolti: telespettatori 5 094 000 – share 21,5%.[5]

## Episodio 6
Arianna e Marcello, rientrati in Italia a bordo di un furgone, fanno visita ad Adriano Evangelista, un altro camionista al servizio di Fusco che racconta di essersi ammalato trasportando e scaricando rifiuti tossici sotto diversi terreni edificabili.
Nel frattempo Berti, avendo capito di essere stato scoperto, chiede a Bondi di eliminare la Caprioli, ma la donna si nasconde da don Saverio; il killer la trova in chiesa e le spara diversi colpi, ma a salvarla è un giubbotto anti-proiettile. L'agente trova poi ospitalità a casa del collega Marchi, al quale chiede di mettere sotto controllo il telefono del senatore Feola per poter arrivare ad Arianna.
- Altri interpreti: Franz Cantalupo (Giuseppe Bondi), Massimo Cagnina (Salvo Marchi), Riccardo Leonelli (Fabrizio Comani), Emma Benini (Arianna da ragazza), Valeria D'Obici (Maria Sacco), Cristina Moglia (Linda), Gianni Bissaca (don Saverio), Piero Nicosia (Adriano Evangelista), Vincenzo Failla (Calogero Marchi).
- Ascolti: telespettatori 5 094 000 – share 21,5%.[5]

## Episodio 7
Arianna chiama Maurizio Feola, intercettato da Marchi, fissando un incontro per parlare degli sversamenti di cui è venuta a conoscenza. Alla cava si imbatte in Bondi ma a salvarla ci pensa la Caprioli; Feola non si è presentato perché è stato colpito in casa e Simone è stato rapito. Arianna, insieme a Favini e alla Caprioli, trova riparo nella sua vecchia casa d'infanzia. Sotto minaccia e davanti alla moglie, Berti racconta alla collega e ad Arianna chi c’è dietro a tutto: è proprio il senatore Feola, la persona di cui la Comani si fidava di più.
Linda si presenta davanti al commissariato per denunciare il marito ma ci ripensa e si rimette in auto; poco dopo ha un incidente stradale e muore in ospedale. Arianna intanto minaccia Feola in un ristorante sul lago, ma questo le dà 24 ore per accettare la sua proposta: la consegna della compromettente mappa degli sversamenti in cambio di 2 milioni di euro per poter iniziare una nuova vita all'estero insieme al figlio che lui ha fatto sequestrare con l'aiuto di Mannara. La donna ci pensa, e dopo poche ore chiama Feola per dirgli che accetta la sua proposta.
- Altri interpreti: Antonio Gerardi (Don Giuseppe Mannara), Franz Cantalupo (Giuseppe Bondi), Massimo Cagnina (Salvo Marchi), Cristina Moglia (Linda), Emma Benini (Arianna da ragazza).
- Ascolti: telespettatori 5 311 000 – share 22,2%.[6]

## Episodio 8
Maurizio Feola decide di candidarsi alla presidenza della Regione. Favini scopre che il senatore era assessore all'urbanistica trent'anni prima, quando sono iniziati gli sversamenti e che il padre di Arianna aveva chiesto di aprire un'inchiesta e per questo è stato ucciso. Arianna trova il posto dove è tenuto nascosto Simone e riesce a liberarlo; nel frattempo Mannara e Berti cercano la donna nella sua casa d'infanzia, ma è una trappola poiché irrompe la polizia e nel conflitto a fuoco i due si sparano a vicenda con il commissario che ha la peggio.
Alla conferenza stampa per la sua candidatura, Feola viene smascherato da Favini e all'arrivo di Arianna e della polizia cerca di scappare sul tetto, ma la Comani lo raggiunge e, prima di farlo arrestare, gli fa confessare di aver fatto uccidere i suoi genitori e Fabrizio; nella stessa occasione viene arrestato anche l'ingegner Fusco. Dopo poco tempo il senatore viene ritrovato morto nella sua cella, e così la PM Rovatti e Michela Caprioli convincono Arianna ad andare via dall'Italia insieme a suo figlio per il timore che la 'ndrangheta possa voler chiudere i conti in sospeso. Arianna, dopo aver salutato in tutta fretta Marcello, parte insieme a Simone.
- Altri interpreti: Antonio Gerardi (Don Giuseppe Mannara), Massimo Cagnina (Salvo Marchi), Andrea Pennacchi (Mauro Fusco), Valeria D'Obici (Maria Sacco), Emma Benini (Arianna da ragazza), Eleonora Sergio (PM Rovatti), Gianni Bissaca (don Saverio), Enea Barozzi (Enea Di Mattei).
- Ascolti: telespettatori 5 311 000 – share 22,2%.[6]